# Rosario Ruggeri
Rosario Giuseppe Ruggeri (San Pier Niceto, 19 agosto 1905 – Solbiate Olona, 23 dicembre 1991) è stato uno scrittore e medico italiano.
È noto soprattutto per la sua opera Fra malati di mente edita da Garzanti nel 1949, in cui racconta la sua esperienza di giovane primario nell'Ospedale Psichiatrico Provinciale di Milano, situato a Mombello, frazione di Limbiate. Il racconto inizia nel 1931, quando per la prima volta si reca in ospedale, e si conclude alla fine della Seconda Guerra Mondiale.

## Biografia
Figlio di Pietro Ruggeri e di Carmela Colosi, commercianti, frequentò il Ginnasio e il Liceo Classico presso i  Salesiani di Messina.
Si trasferì successivamente a Roma per frequentare  la facoltà di Medicina e Chirurgia della capitale, laureandosi nel luglio del 1929.
Si specializzò in Pediatria e in Neuropsichiatria.
Dal 1935 è stato Primario dirigente dell'Istituto Provinciale di Milano, situato in quegli anni a Mombello (Limbiate). Fu un importante neuropsichiatria Infantile e libero docente all'Università Statale di Milano in Clinica Pediatrica e Clinica delle Malattie Nervose e Mentali.
Si è sposato nel 1938 con Maria Ratti ed ebbero due figli (Carmela e Pier Rodolfo).
Fu ufficiale medico, durante la Seconda Guerra Mondiale, sul fronte greco albanese. 
Negli anni cinquanta è stato prima primario e, poi, direttore dell'ospedale psichiatrico Paolo Pini di Affori.
Ha fatto parte della prima delegazione di personaggi illustri Italiani (tra i quali Norberto Bobbio e Piero Calamandrei) invitati in Cina nel 1955: "Della delegazione facevano parte i professori universitari Norberto Bobbio e Piero Calamandrei (scienze giuridiche), Durio (zoologia), Rodolfo Margaria (fisiologia), Cesare Musatti (psicologia), il patologo Benedetti, lo psichiatra Rosario Ruggeri, gli scrittori e giornalisti Franco Antonicelli, Umberto Barbaro, Carlo Bernari, Rocco Cacopardo, Carlo Cassola, Franco Fortini, Corrado Pizzinelli, Antonello Trombadori, la sinologa Maria Regis, l’architetto Franco Berlanda, il pittore Ernesto Treccani.
Dal 24 settembre al 24 ottobre la delegazione visitò Pechino, partecipando alle celebrazioni della giornata nazionale del 1 ottobre, diversi centri industriali del Nord-Est (Shenyang, Anshanm Fushun) e le città di Shangai, Hangzhou e Canton."
E' mancato nel 1991 per le complicazioni di una polmonite a Solbiate Olona.

## Opere
Microcefalia ed eredolues, Rassegna di Studi Psichiatrici, Stab. Tip. San Bernardino, Siena, 1933
Il suicidio nell'encefalite letargica dei fanciulli ed adolescenti  Rivista Sperimentale di Freniatria , Poligrafica Reggiana, 1934
Contributo allo studio degli emoangioendoteliomi del fegato nell'infanzia, Estratto da "La pediatria" numero 10, 1935
Su di una particolare sindrome familiare (ambliopia corticale, epilessia, disturbi vestibolari)  Estratto dalla rivista oto.neuro-oftalmogica luglio-agosto 1937
L' encefalografia nella pratica neuro psichiatrica infantile, Cappelli, 1939
Acromicria, atrofia muscolare e distosi cleidocraniale in tre fratelli Estratto dagli atti dell'Accademia Medica Lombarda, 1940
Psicologia e destino del nostro popolo, Milano, Arnoldo Mondadori Editore, 1945
Il cervello dei nostri figli, Milano, Valentino Bompiani,1946
Fra malati di mente, Cernusco sul Naviglio, Garzanti,1949
Su due esiti di processi encefalici nel bambino: poroencefalia e dilatazione parziale dei ventricoli laterali, Stabilimento Tipografico G. Genovese, Napoli, 1951
Sull'impiego di nuovi derivati ureidi nella cura dell'epilessia Rivista Sperimentale di Freniatria , Poligrafica Reggiana, 1952
Rosario Ruggeri, Tullio De Sanctis, Sull'impiego di nuovi derivati ureidi nella cura dell'epilessia, Tip. Reggiana, 1953
Medicina antica e moderna nella Cina d'oggi articolo apparso sul supplemento  "La Cina d'oggi" al numero di Aprile 1956 della rivista "Il Ponte", diretta da Piero Calamandrei La Nuova Italia Firenze. 1956

## Riconoscimenti
Il comune di S. Pier Niceto ha intitolato a Ruggeri la via nella quale è nato ed ha vissuto nell'infanzia.